# Årslev Boldklub
Årslev Boldklub er beliggende på Kirkevej 14a, 5792 Årslev. Foreningen startede med at være en rideklub, men i 1939 blev den dannet som en egentlig boldklub. I 1976 fik Årslev et stadion, som blev taget i brug to år senere. Førhen havde klubben benyttet tre forskellige boldbaner.
Årslev Boldklub har i dag et hold, der er placeret i Fyns serie 1. Årslev BK er medlem af foreningen FBU.

## Ekstern kilde/henvisning
- Årslev Boldklubs officielle hjemmeside
- S1 2007, pulje 1 Arkiveret 19. februar 2008 hos  Wayback Machine